# Poptella paraguayensis
Poptella paraguayensis är en fiskart som först beskrevs av Eigenmann, 1907.  Poptella paraguayensis ingår i släktet Poptella och familjen Characidae. Inga underarter finns listade i Catalogue of Life.